# Konduktometr

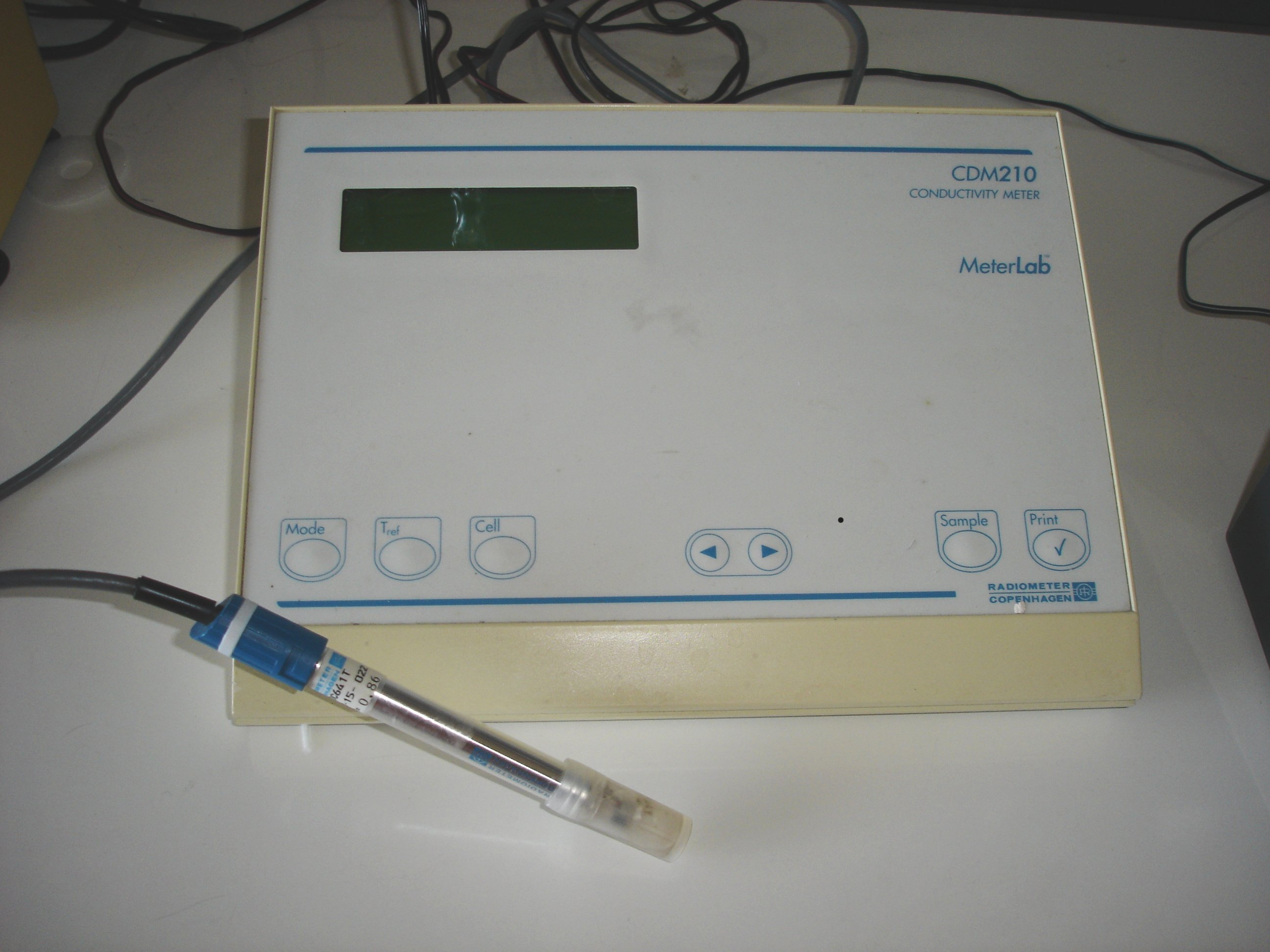
Typowy laboratoryjny miernik konduktancji. Na pierwszym planie widoczny czujnik konduktometryczny.

Konduktometr (lub miernik konduktancji) – przyrząd pomiarowy, używany w konduktometrii do pomiaru przewodności roztworów elektrolitów.
Jest on stosowany do orientacyjnych pomiarów zanieczyszczenia, zasolenia wody oraz w miareczkowaniu konduktometrycznym.
Detektory konduktometryczne bywają stosowane w mikroelektroforezie kapilarnej, czy HPLC.
Specjalnego rodzaju konduktometry stosowane są także do pomiarów stopnia zużycia elektrolitycznych akumulatorów elektrycznych.

## Zakres stosowania

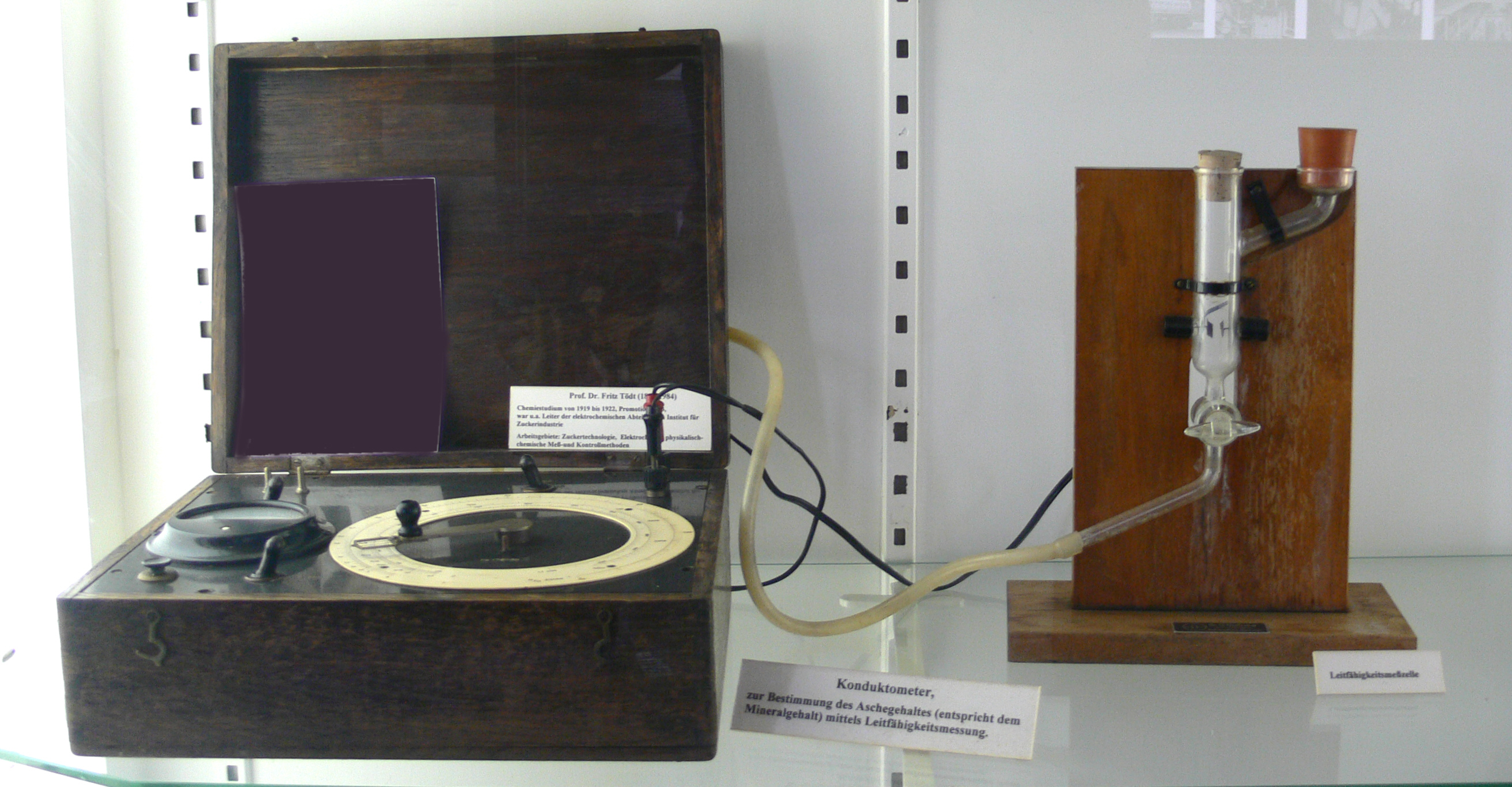
Zabytkowy konduktometr do oznaczania zawartości minerałów w cieczy za pomocą pomiaru jej przewodności (Muzeum Cukru, Berlin).

Konduktometry stosuje są m.in. do pomiarów:
- wód chemicznych
- wód gruntowych
- wód powierzchniowych
- wód głębinowych (np. przy tamach)
- laboratoryjnych
- w przemyśle spożywczym (np. produkcji soków)
- na pływalniach
- w farmacji
- przy produkcji kosmetyków i detergentów
- przy produkcji półprzewodników
- przy produkcji farb i lakierów rozpuszczalnikowych